# Dortmunder Kunstverein

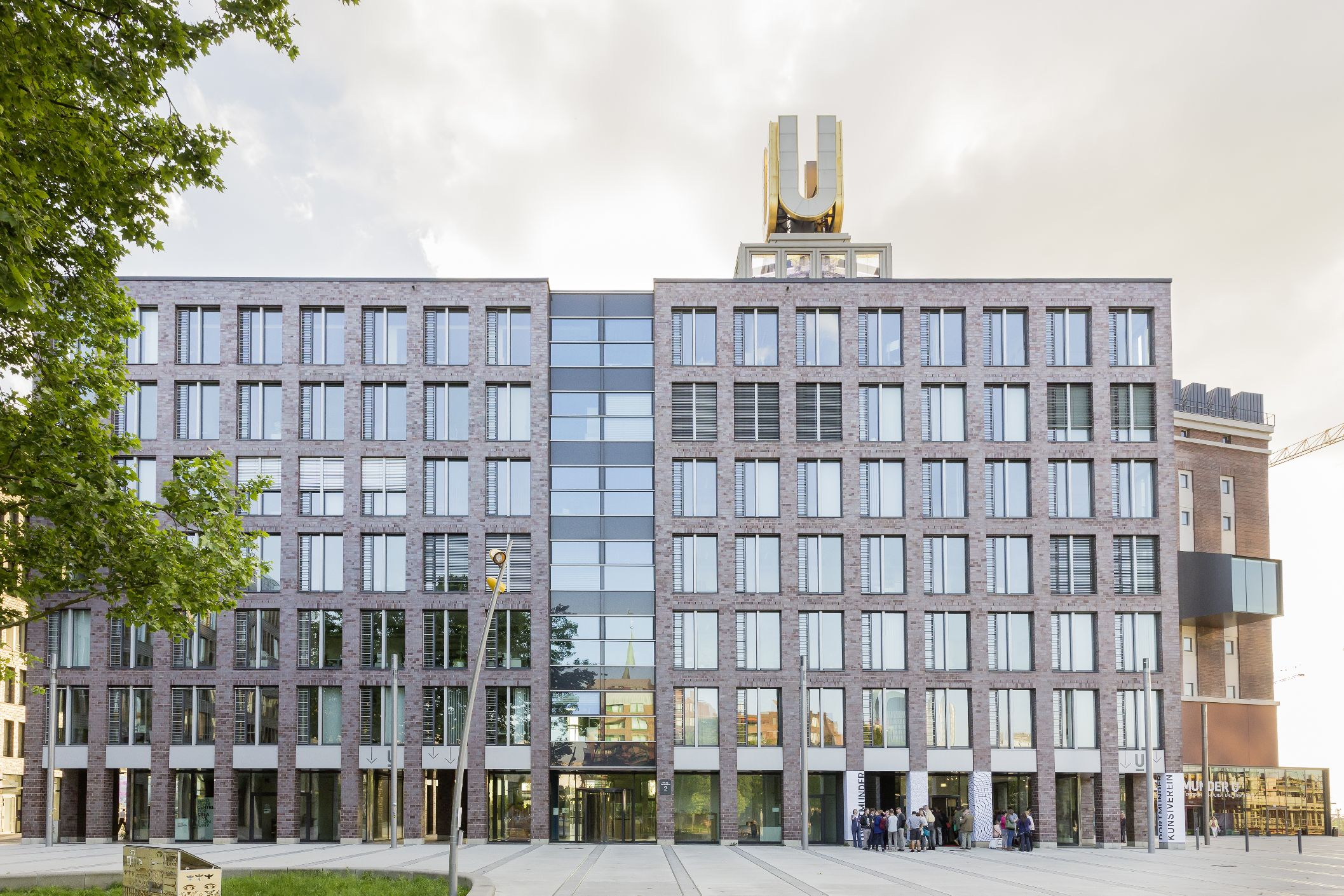
Dortmunder Kunstverein (2014)

Der Dortmunder Kunstverein e. V. ist ein gemeinnütziger Verein zur Förderung und Vermittlung zeitgenössischer Kunst und wurde auf Initiative kulturinteressierter Bürger 1984 in Dortmund gegründet. Für sein Programm war er 2019, 2020 und 2022 für den ADKV-Art-Cologne-Preis für Kunstvereine nominiert. 2023 wurde ihm dieser Preis zuerkannt, der am 18. November 2023 verliehen 
wurde. Der Dortmunder Kunstverein ist Mitglied im Dachverband ADKV.

## Programm
In jährlich vier bis sechs Ausstellungen werden nationale und internationale Künstler ausgestellt. Dazu gehören Präsentation aus den Bereichen Malerei, Zeichnung, Bildhauerei, Installation, neue Medien sowie medienübergreifende Projekte.
Der Dortmunder Kunstverein versteht sich als eine experimentelle Plattform für neue künstlerische Konzepte. Neben dem öffentlichen Ausstellungsprogramm, das durch Vorträge, Diskussionen und Künstlergespräche ergänzt wird, bietet der Dortmunder Kunstverein für Mitglieder Atelierbesuche sowie Exkursionen, Workshops und Reisen für Kulturinteressierte an. Durch gemeinsame Veranstaltungen hat sich ein Kontakt zu Dortmunder Hochschulen entwickelt, etwa durch die Veranstaltungsreihe Topos der Fläche, in Kooperation mit der TU Dortmund.
Neben Einzelausstellungen von Karl Otto Götz, Ulrich Rückriem, Richard Serra, Joseph Beuys, Hanne Darboven, Via Lewandowsky und Norbert Bisky wurden zuletzt  Werke von Künstlern einer jüngeren Generation präsentiert wie Lena Henke, Pedro Wirtz,  , Naama Arad, Iván Argote, Caroline Achaintre Claus Föttinger, Elaine Cameron-Weir oder Latefa Wiersch.

## Geschichte
Der Kunstverein wurde am 26. November 1984 von einer Gruppe kunstinteressierter Bürger in der Krone am Markt in Dortmund gegründet. Gründungsmitglieder waren Erich G. Fritz, Klaus Heesche, Gerhard Kramer, Gabriele Lessmann, Rosemarie Liedschulte, Hans-Hugo Miebach, Franz-Gustav Schlüter, Anne Voß und Jürgen Weber.
Ab 1985 war der Kunstverein zunächst in der Wißstraße 30 aktiv und erhielt 1987 seine eigenen Räumlichkeiten in der Prinz-Friedrich-Karl-Straße 14. Nach einer kurzen Zwischenstation im ehemaligen Busche-Verlagsgebäude war der Kunstverein von 1999 bis 2014  im 1912 erbauten Löwenhof in der Hansastraße ansässig. 2014 bezog er die Erdgeschossräume am Park der Partnerstädte 2, in unmittelbarer Nähe zum Dortmunder U, und zog ab 2022 in seine aktuellen Räume in der Rheinischen Straße 1. Bisher fanden insgesamt über 150 Ausstellungen statt, die teilweise in Zusammenarbeit mit den Künstlern eigens für die Räumlichkeiten entstanden und mit Hilfe von eingeworbenen öffentlichen und privaten Fördergeldern finanziert wurden.
Von Anfang an waren die Ausstellungen im Kunstverein von der Handschrift wechselnder Künstlerischer Leitungen geprägt, welche die Richtung für die jeweiligen im Kunstverein behandelten Themen und die Zusammenarbeit mit zeitgenössischen  Künstlern vorgibt:
- Anette Reker (1984–1994)
- Burkhard Leismann (1994)
- Uwe Schramm (1997)
- Andrea Bergmann (1999–2004)
- Christoph Kivelitz (2005–2007)
- Simone Rikeit (Interimsleitung 2007/08)
- Verena Titze (2008–2010)
- Sandra Dichtl (2010–2015)
- Oriane Durand (2015–2020)
- Rebekka Seubert (seit 2020)